# William Varley
William Michael "Bill" Varley, född 6 november 1880 i New York, död oktober 1968 i New York, var en amerikansk roddare.
Varley blev olympisk guldmedaljör i dubbelsculler vid sommarspelen 1904 i Saint Louis.